# Сєров Олександр Миколайович (композитор)

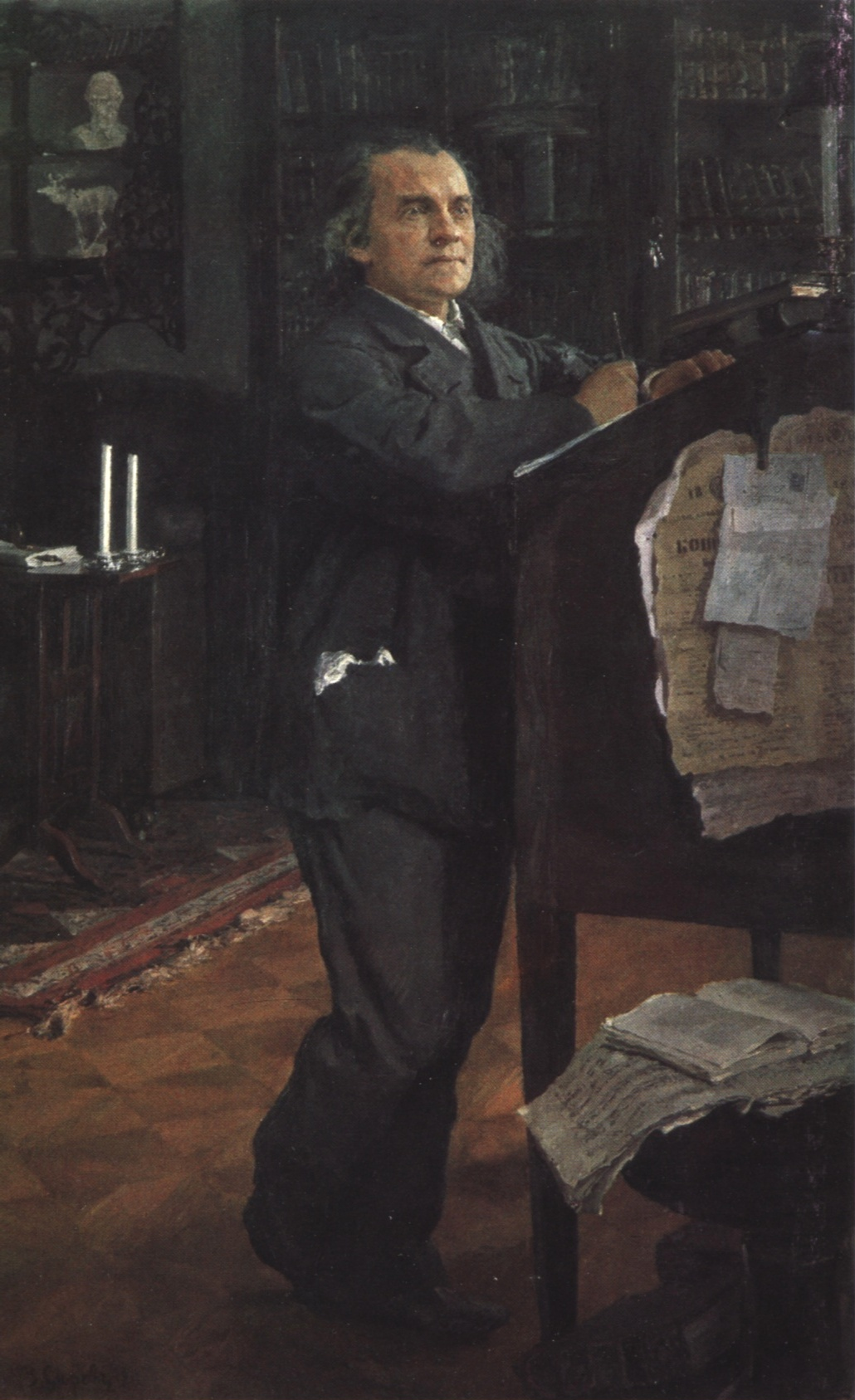
Олександр Сєров. Портрет роботи сина композитора — Валентина Сєрова

Олександр Миколайович Сєро́в (рос. Александр Николаевич Серов; 11 січня 1820 — 20 січня 1871) — російський композитор і музичний критик, батько художника Валентина Сєрова. Естетичні й теоретичні твердження його праці «Музыка южнорусских песен» («Основа», 1861) мали велике значення для української музичної фольклористики. Сєров записував і використовував у своїх творах українські народні мелодії, компонував оркестрові твори на українські народні теми («Гопак», «Гречаники» тощо).

## Опери
- «Юдита» (рос. Юдифь) (1861—1863)
- «Рогнеда» (1863—1865)
- «Ворожа сила» (рос. Вражья сила) (1867—1871) — (опера закінчена В. С. Сєровою і Н. Ф. Соловйовим)